# Schrobenhausen

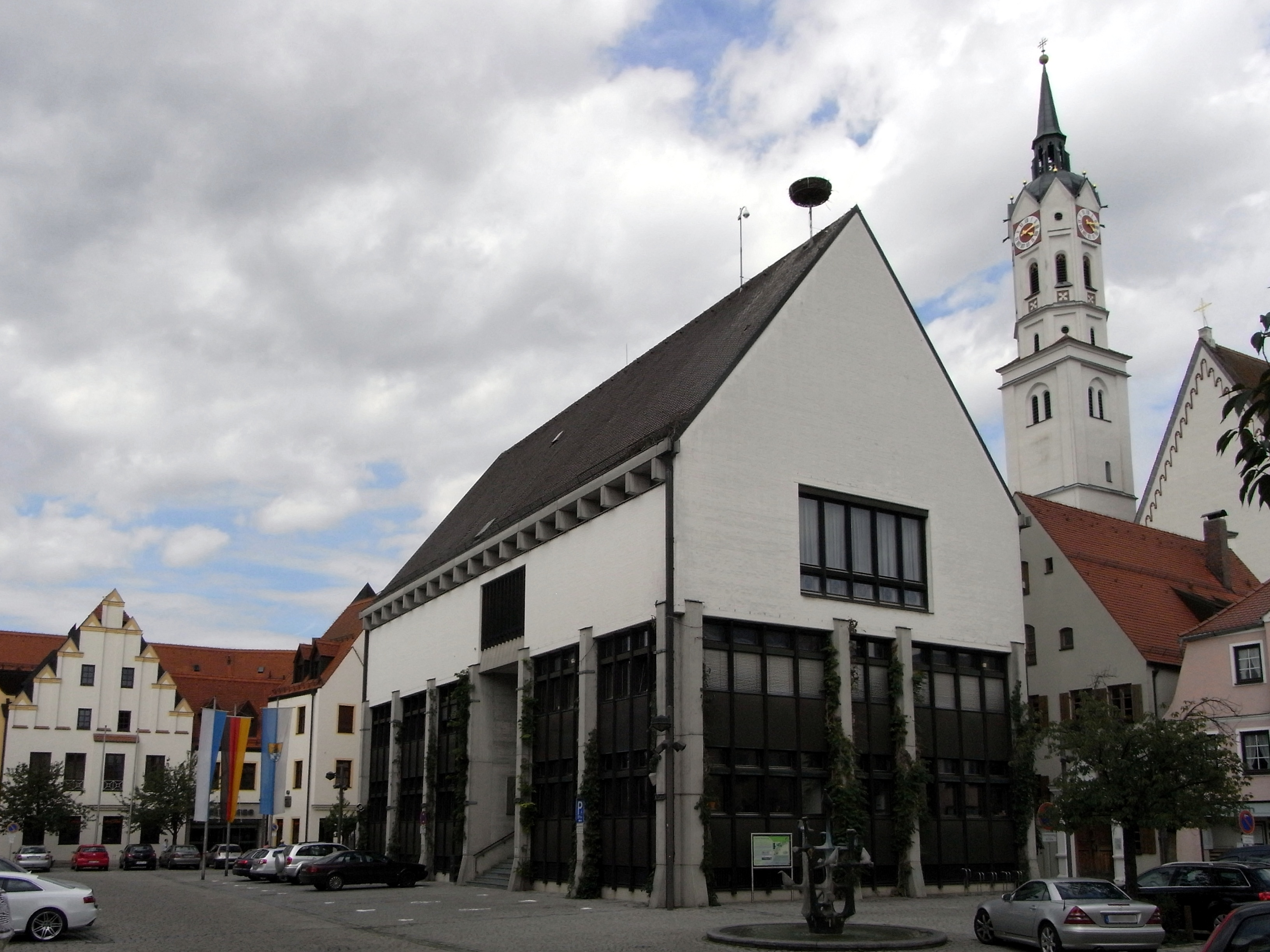
Schrobenhausen
(Primăria)

Schrobenhausen este un oraș din districtul Neuburg-Schrobenhausen, regiunea administrativă Bavaria Superioară, landul Bavaria, Germania.